# Монтерушело (Напуљ)
Монтерушело (итал. Monterusciello) је насеље у Италији у округу Напуљ, региону Кампанија.
Према процени из 2011. у насељу је живело 29125 становника. Насеље се налази на надморској висини од 133 м.